# Tour de France Femmes 2025
El Tour de França Femení de 2025, (oficialment Tour de France Femmes avec Zwift), serà la quarta edició del Tour de França femení, una de les tres Grans Voltes ciclistes femenines. Es disputarà entre el 26 de juliol i el 3 d'agost al llarg de nou etapes, una més que l'edició precedent.

## Presentació de la prova
El 29 d'octubre de 2024 es va fer la presentació de la prova, amb la gran novetat d'un novè dia de competició, un més que fins llavors. La cursa partirà de Vannes, a la Bretanya i constarà de 3 etapes planes, 3 de mitja muntanya i 3 d'alta muntanya. No hi haurà cap contrarellotge.

## Equips
| UCI Women's WorldTeams (15)- AG Insurance-Soudal Team - Canyon//SRAM zondacrypto - Ceratizit Pro Cycling Team - FDJ-Suez - Lidl-Trek - Movistar Team - Roland Le Dévoluy - Team Picnic PostNL - Team SD Worx-Protime - Team Visma \| Lease a Bike - UAE Team ADQ - Fenix-Deceuninck - Human Powered Health - Liv AlUla Jayco - Uno-X Mobility UCI Women's ProTeams (7)- Arkéa-B&B Hotels Women - Cofidis Women Team - EF Education-Oatly - VolkerWessels Women's Pro Cycling Team - Winspace Orange Seal - St Michel-Preference Home-Auber93 - Laboral Kutxa-Fundación Euskadi |
| |

## Etapes
| Etapa    | Data      | Ciutats d'etapa                 | type                    | Distància (km) | Desnivell (m) | Vencedora de l'etapa               | Líder de la general    |
| -------- | --------- | ------------------------------- | ----------------------- | -------------- | ------------- | ---------------------------------- | ---------------------- |
| 1a etapa | 26 de jul | Gwened – Plumelec               | etapa accidentada       | 78,8           | 926 m         | Marianne Vos                       | Marianne Vos           |
| 2a etapa | 27 de jul | Brest – Kemper                  | etapa plana             | 110,4          | 1.651 m       | Margarita Victoria García Cañellas | Kimberley Le Court     |
| 3a etapa | 28 de jul | La Gacilly – Angers             | etapa plana             | 163,5          | 1.050 m       | Lorena Wiebes                      | Marianne Vos           |
| 4a etapa | 29 de jul | Saumur – Poitiers               | etapa plana             | 130,7          | 748 m         | Lorena Wiebes                      | Marianne Vos           |
| 5a etapa | 30 de jul | Chasseneuil-du-Poitou – Garait  | etapa de mitja muntanya | 165,8          | 1.861 m       | Kimberley Le Court                 | Kimberley Le Court     |
| 6a etapa | 31 de jul | Clarmont d'Alvèrnia – Embèrt    | etapa de muntanya       | 123,7          | 2.397 m       | Maëva Squiban                      | Kimberley Le Court     |
| 7a etapa | 1 de ago  | Bourg-en-Bresse – Chambèri      | etapa accidentada       | 159,7          | 1.986 m       | Maëva Squiban                      | Kimberley Le Court     |
| 8a etapa | 2 de ago  | Chambèri – coll de la Madeleine | etapa de muntanya       | 111,9          | 3.517 m       | Pauline Ferrand-Prévot             | Pauline Ferrand-Prévot |
| 9a etapa | 3 de ago  | Praz-sur-Arly – Châtel          | etapa de muntanya       | 124,1          | 2.925 m       | Pauline Ferrand-Prévot             | Pauline Ferrand-Prévot |

## Participants
| Canyon//SRAM zondacrypto CSZ                 | Canyon//SRAM zondacrypto CSZ      | Canyon//SRAM zondacrypto CSZ |
| -------------------------------------------- | --------------------------------- | ---------------------------- |
| Núm                                          | Ciclista                          | Pos                          |
| 1                                            | Katarzyna Niewiadoma (POL) (ruta) | 3r                           |
| 2                                            | Ricarda Bauernfeind (GER)         | 32è                          |
| 3                                            | Neve Bradbury (AUS)               | 71è                          |
| 4                                            | Chloé Dygert (USA)                | NP-9                         |
| 5                                            | Cecilie Uttrup Ludwig (DEN)       | 21è                          |
| 6                                            | Soraya Paladin (ITA)              | DNF-7                        |
| 7                                            | Agnieszka Skalniak-Sójka (POL)    | NP-5                         |
| Director esportiu: Adam Szabó, Davide Arzeni |                                   |                              |

| FDJ-Suez TFS                                     | FDJ-Suez TFS          | FDJ-Suez TFS |
| ------------------------------------------------ | --------------------- | ------------ |
| Núm                                              | Ciclista              | Pos          |
| 11                                               | Demi Vollering (NED)  | 2n           |
| 12                                               | Elise Chabbey (SUI)   | 28è          |
| 13                                               | Amber Kraak (NED)     | 51è          |
| 14                                               | Juliette Labous (FRA) | 7è           |
| 15                                               | Marie Le Net (FRA)    | 58è          |
| 16                                               | Évita Muzic (FRA)     | 10è          |
| 17                                               | Ally Wollaston (NZL)  | 92è          |
| Director esportiu: Flavien Soenen, Nicolas Maire |                       |              |

| Fenix-Deceuninck FDC                                 | Fenix-Deceuninck FDC          | Fenix-Deceuninck FDC |
| ---------------------------------------------------- | ----------------------------- | -------------------- |
| Núm                                                  | Ciclista                      | Pos                  |
| 21                                                   | Pauliena Rooijakkers (NED)    | 9è                   |
| 22                                                   | Millie Couzens (GBR)          | 87è                  |
| 23                                                   | Yara Kastelijn (NED)          | 17è                  |
| 24                                                   | Flora Perkins (GBR)           | 121è                 |
| 25                                                   | Puck Pieterse (NED)           | 24è                  |
| 26                                                   | Christina Schweinberger (AUT) | 64è                  |
| 27                                                   | Marthe Truyen (BEL)           | 108è                 |
| Director esportiu: Rik Van Slycke, Michel Cornelisse |                               |                      |

| EF Education-Oatly EFC                        | EF Education-Oatly EFC     | EF Education-Oatly EFC |
| --------------------------------------------- | -------------------------- | ---------------------- |
| Núm                                           | Ciclista                   | Pos                    |
| 31                                            | Cédrine Kerbaol (FRA)      | 8è                     |
| 32                                            | Letizia Borghesi (ITA)     | 95è                    |
| 33                                            | Henrietta Christie (NZL)   | 80è                    |
| 34                                            | Kristen Faulkner (USA)     | DNF-5                  |
| 35                                            | Alison Jackson (CAN)       | 113è                   |
| 36                                            | Noemi Rüegg (SUI)          | 60è                    |
| 37                                            | Magdeleine Vallieres (CAN) | 18è                    |
| Director esportiu: Daniel Foder, Carmen Small |                            |                        |

| SD Worx-Protime SDW                          | SD Worx-Protime SDW        | SD Worx-Protime SDW |
| -------------------------------------------- | -------------------------- | ------------------- |
| Núm                                          | Ciclista                   | Pos                 |
| 41                                           | Lotte Kopecky (BEL)        | 45è                 |
| 42                                           | Mischa Bredewold (NED)     | 83è                 |
| 43                                           | Elena Cecchini (ITA)       | 107è                |
| 44                                           | Femke Gerritse (NED)       | 100è                |
| 45                                           | Anna van der Breggen (NED) | 11è                 |
| 46                                           | Blanka Vas (HUN)           | 76è                 |
| 47                                           | Lorena Wiebes (NED)        | 57è                 |
| Director esportiu: Danny Stam, Christian Kos |                            |                     |

| Team Visma \| Lease a Bike TVL              | Team Visma \| Lease a Bike TVL | Team Visma \| Lease a Bike TVL |
| ------------------------------------------- | ------------------------------ | ------------------------------ |
| Núm                                         | Ciclista                       | Pos                            |
| 51                                          | Pauline Ferrand-Prévot (FRA)   | 1r                             |
| 52                                          | Marion Bunel (FRA)             | 39è                            |
| 53                                          | Femke de Vries (NED)           | 20è                            |
| 54                                          | Lieke Nooijen (NED)            | 34è                            |
| 55                                          | Eva van Agt (NED)              | 66è                            |
| 56                                          | Marianne Vos (NED)             | 37è                            |
| 57                                          | Imogen Wolff (GBR)             | 89è                            |
| Director esportiu: Jan Boven, Jos van Emden |                                |                                |

| UAE Team ADQ UAD                               | UAE Team ADQ UAD           | UAE Team ADQ UAD |
| ---------------------------------------------- | -------------------------- | ---------------- |
| Núm                                            | Ciclista                   | Pos              |
| 61                                             | Elisa Longo Borghini (ITA) | NP-3             |
| 62                                             | Brodie Chapman (AUS)       | NP-9             |
| 63                                             | Eleonora Gasparrini (ITA)  | NP-4             |
| 64                                             | Iara Gillespie (IRL)       | 82è              |
| 65                                             | Maëva Squiban (FRA)        | 15è              |
| 66                                             | Karlijn Swinkels (NED)     | DNF-5            |
| 67                                             | Dominika Włodarczyk (POL)  | 4t               |
| Director esportiu: Cherie Pridham, Davide Gani |                            |                  |

| Movistar Team MOV                            | Movistar Team MOV           | Movistar Team MOV |
| -------------------------------------------- | --------------------------- | ----------------- |
| Núm                                          | Ciclista                    | Pos               |
| 71                                           | Marlen Reusser (SUI)        | DNF-1             |
| 72                                           | Aude Biannic (FRA)          | 77è               |
| 73                                           | Jelena Erić (SRB)           | 112è              |
| 74                                           | Liane Lippert (GER)         | 59è               |
| 75                                           | Ana Vitória Magalhães (BRA) | 74è               |
| 76                                           | Sara Martín Martín (ESP)    | 120è              |
| 77                                           | Mareille Meijering (NED)    | 42è               |
| Director esportiu: Jorge Sanz, Kelvin Dekker |                             |                   |

| Lidl-Trek LTK                                             | Lidl-Trek LTK              | Lidl-Trek LTK |
| --------------------------------------------------------- | -------------------------- | ------------- |
| Núm                                                       | Ciclista                   | Pos           |
| 81                                                        | Elisa Balsamo (ITA)        | DNF-5         |
| 82                                                        | Lucinda Brand (NED)        | 47è           |
| 83                                                        | Niamh Fisher-Black (NZL)   | 5è            |
| 84                                                        | Riejanne Markus (NED)      | 22è           |
| 85                                                        | Emma Norsgaard Bjerg (DEN) | 98è           |
| 86                                                        | Lauretta Hanson (AUS)      | 75è           |
| 87                                                        | Shirin van Anrooij (NED)   | 36è           |
| Director esportiu: Jeroen Blijlevens, Ina-Yoko Teutenberg |                            |               |

| AG Insurance-Soudal Team AGS                    | AG Insurance-Soudal Team AGS | AG Insurance-Soudal Team AGS |
| ----------------------------------------------- | ---------------------------- | ---------------------------- |
| Núm                                             | Ciclista                     | Pos                          |
| 91                                              | Kimberley Le Court (MRI)     | 16è                          |
| 92                                              | Shari Bossuyt (BEL)          | 81è                          |
| 93                                              | Justine Ghekiere (BEL)       | 14è                          |
| 94                                              | Sarah Gigante (AUS)          | 6è                           |
| 95                                              | Ilse Pluimers (NED)          | 111è                         |
| 96                                              | Julie Van de Velde (BEL)     | 62è                          |
| 97                                              | Gladys Verhulst (FRA)        | DNF-9                        |
| Director esportiu: Stijn Steels, Jolien D'Hoore |                              |                              |

| Team Picnic PostNL TPP                            | Team Picnic PostNL TPP | Team Picnic PostNL TPP |
| ------------------------------------------------- | ---------------------- | ---------------------- |
| Núm                                               | Ciclista               | Pos                    |
| 101                                               | Charlotte Kool (NED)   | NP-2                   |
| 102                                               | Francesca Barale (ITA) | 48è                    |
| 103                                               | Rachele Barbieri (ITA) | 104è                   |
| 104                                               | Pfeiffer Georgi (GBR)  | 52è                    |
| 105                                               | Megan Jastrab (USA)    | 54è                    |
| 106                                               | Franziska Koch (GER)   | 38è                    |
| 107                                               | Nienke Vinke (NED)     | 19è                    |
| Director esportiu: Callum Ferguson, Albert Timmer |                        |                        |

| Arkéa-B&B Hotels Women ARK                           | Arkéa-B&B Hotels Women ARK    | Arkéa-B&B Hotels Women ARK |
| ---------------------------------------------------- | ----------------------------- | -------------------------- |
| Núm                                                  | Ciclista                      | Pos                        |
| 111                                                  | Valentina Cavallar (AUT)      | NP-6                       |
| 112                                                  | Lotte Claes (BEL)             | 31è                        |
| 113                                                  | Emilia Fahlin (SWE)           | 124è                       |
| 114                                                  | Clémence Latimier (FRA)       | 61è                        |
| 115                                                  | Titia Ryo (FRA)               | 26è                        |
| 116                                                  | Maurène Trégouët (FRA)        | 122è                       |
| 117                                                  | Marjolein van 't Geloof (NED) | DNF-5                      |
| Director esportiu: Grégoire Le Calvé, Gaël Le Bellec |                               |                            |

| Liv AlUla Jayco LIV                         | Liv AlUla Jayco LIV                      | Liv AlUla Jayco LIV |
| ------------------------------------------- | ---------------------------------------- | ------------------- |
| Núm                                         | Ciclista                                 | Pos                 |
| 121                                         | Letizia Paternoster (ITA)                | 84è                 |
| 122                                         | Margarita Victoria García Cañellas (ESP) | 27è                 |
| 123                                         | Jeanne Korevaar (NED)                    | 109è                |
| 124                                         | Ruby Roseman-Gannon (AUS)                | 78è                 |
| 125                                         | Silke Smulders (NED)                     | 43è                 |
| 126                                         | Monica Trinca Colonel (ITA)              | DNF-5               |
| 127                                         | Ella Wyllie (NZL)                        | 12è                 |
| Director esportiu: Shawn Clarke, Gene Bates |                                          |                     |

| Uno-X Mobility UXM                                | Uno-X Mobility UXM              | Uno-X Mobility UXM |
| ------------------------------------------------- | ------------------------------- | ------------------ |
| Núm                                               | Ciclista                        | Pos                |
| 131                                               | Katrine Aalerud (NOR)           | DNF-5              |
| 132                                               | Susanne Andersen (NOR)          | FC-8               |
| 133                                               | Teuntje Beekhuis (NED)          | 110è               |
| 134                                               | Maria Giulia Confalonieri (ITA) | DNF-5              |
| 135                                               | Rebecca Koerner (DEN) (crono)   | NP-4               |
| 136                                               | Mie Bjørndal Ottestad (NOR)     | NP-6               |
| 137                                               | Linda Zanetti (SUI)             | 79è                |
| Director esportiu: Anna Badegruber, Martin Vestby |                                 |                    |

| Cofidis COF                                        | Cofidis COF             | Cofidis COF |
| -------------------------------------------------- | ----------------------- | ----------- |
| Núm                                                | Ciclista                | Pos         |
| 141                                                | Victoire Berteau (FRA)  | 69è         |
| 142                                                | Julie Bego (FRA)        | 33è         |
| 143                                                | Eugenia Bujak (SLO)     | DNF-5       |
| 144                                                | Amalie Dideriksen (DEN) | 73è         |
| 145                                                | Clara Koppenburg (GER)  | 88è         |
| 146                                                | Hannah Ludwig (GER)     | 90è         |
| 147                                                | Nadia Quagliotto (ITA)  | 93è         |
| Director esportiu: Mélanie Briot, Magnus Bäckstedt |                         |             |

| Ceratizit Pro Cycling Team CTC                | Ceratizit Pro Cycling Team CTC | Ceratizit Pro Cycling Team CTC |
| --------------------------------------------- | ------------------------------ | ------------------------------ |
| Núm                                           | Ciclista                       | Pos                            |
| 151                                           | Sarah Van Dam (CAN)            | 41è                            |
| 152                                           | Franziska Brauße (GER)         | 105è                           |
| 153                                           | Kristýna Burlová (CZE)         | DNF-6                          |
| 154                                           | Elena Hartmann (SUI)           | 49è                            |
| 155                                           | Daniek Hengeveld (NED)         | 50è                            |
| 156                                           | Célia Le Mouel (FRA)           | 56è                            |
| 157                                           | Dilyxine Miermont (FRA)        | NP-8                           |
| Director esportiu: Claude Sun, Dirk Baldinger |                                |                                |

| Human Powered Health HPH                             | Human Powered Health HPH | Human Powered Health HPH |
| ---------------------------------------------------- | ------------------------ | ------------------------ |
| Núm                                                  | Ciclista                 | Pos                      |
| 161                                                  | Barbara Malcotti (ITA)   | 13è                      |
| 162                                                  | Thalita de Jong (NED)    | 68è                      |
| 163                                                  | Ruth Edwards (USA)       | 30è                      |
| 164                                                  | Romy Kasper (GER)        | 86è                      |
| 165                                                  | Mona Mitterwallner (AUT) | 65è                      |
| 166                                                  | Marit Raaijmakers (NED)  | 72è                      |
| 167                                                  | Lily Williams (USA)      | 70è                      |
| Director esportiu: Clark Sheehan, Enrico Campolunghi |                          |                          |

| St Michel-Preference Home-Auber 93 AUB        | St Michel-Preference Home-Auber 93 AUB | St Michel-Preference Home-Auber 93 AUB |
| --------------------------------------------- | -------------------------------------- | -------------------------------------- |
| Núm                                           | Ciclista                               | Pos                                    |
| 171                                           | Alicia González Blanco (ESP)           | 117è                                   |
| 172                                           | Alison Avoine (FRA)                    | 123è                                   |
| 173                                           | Lucie Fityus (AUS)                     | FC-2                                   |
| 174                                           | Émilie Morier (FRA)                    | 25è                                    |
| 175                                           | Elyne Roussel (FRA)                    | DNF-7                                  |
| 176                                           | Ségolène Thomas (FRA)                  | FC-2                                   |
| 177                                           | Emily Watts (AUS)                      | 114è                                   |
| Director esportiu: Stephan Gaudry, Tony Hurel |                                        |                                        |

| Laboral Kutxa-Fundación Euskadi LKF             | Laboral Kutxa-Fundación Euskadi LKF | Laboral Kutxa-Fundación Euskadi LKF |
| ----------------------------------------------- | ----------------------------------- | ----------------------------------- |
| Núm                                             | Ciclista                            | Pos                                 |
| 181                                             | Ane Santesteban González (ESP)      | 35è                                 |
| 182                                             | Alice Maria Arzuffi (ITA)           | 63è                                 |
| 183                                             | Idoia Eraso (ESP)                   | 106è                                |
| 184                                             | Usoa Ostolaza Zabala (ESP)          | 40è                                 |
| 185                                             | Catalina Soto (CHI)                 | 119è                                |
| 186                                             | Alba Teruel Ribes (ESP)             | DNF-9                               |
| 187                                             | Laura Tomasi (ITA)                  | 99è                                 |
| Director esportiu: Ion Lazkano, Peio Goikoetxea |                                     |                                     |

| Winspace Orange Seal WOS                                    | Winspace Orange Seal WOS      | Winspace Orange Seal WOS |
| ----------------------------------------------------------- | ----------------------------- | ------------------------ |
| Núm                                                         | Ciclista                      | Pos                      |
| 191                                                         | Karolina Perekitko (POL)      | 55è                      |
| 192                                                         | Marine Allione (FRA)          | 102è                     |
| 193                                                         | Nadia Gontova (CAN)           | 23è                      |
| 194                                                         | Kiara Lylyk (CAN)             | 116è                     |
| 195                                                         | Fiona Mangan (IRL)            | 118è                     |
| 196                                                         | Marie Morgane le Deunff (FRA) | FC-2                     |
| 197                                                         | Constance Valentin (FRA)      | 91è                      |
| Director esportiu: Jean Christophe Barbotin, Franck Renimel |                               |                          |

| VolkerWessels VWT                                     | VolkerWessels VWT           | VolkerWessels VWT |
| ----------------------------------------------------- | --------------------------- | ----------------- |
| Núm                                                   | Ciclista                    | Pos               |
| 201                                                   | Eline Jansen (NED)          | 44è               |
| 202                                                   | Valerie Demey (BEL)         | 94è               |
| 203                                                   | Anne Dijkstra (NED)         | 103è              |
| 204                                                   | Laura Molenaar (NED)        | 85è               |
| 205                                                   | Maud Rijnbeek (NED)         | 67è               |
| 206                                                   | Uneken Lonneke (NED)        | 115è              |
| 207                                                   | Margot Vanpachtenbeke (BEL) | 29è               |
| Director esportiu: Larissa Havik, Marieke van Wanroij |                             |                   |

| Roland Le Dévoluy CGS                            | Roland Le Dévoluy CGS | Roland Le Dévoluy CGS |
| ------------------------------------------------ | --------------------- | --------------------- |
| Núm                                              | Ciclista              | Pos                   |
| 211                                              | Morgane Coston (FRA)  | 46è                   |
| 212                                              | Tamara Dronova        | 96è                   |
| 213                                              | Mia Griffin (IRL)     | 97è                   |
| 214                                              | Elena Pirrone (ITA)   | FC-2                  |
| 215                                              | Kaja Rysz (POL)       | 101è                  |
| 216                                              | Petra Stiasny (SUI)   | 53è                   |
| 217                                              | Sylvie Swinkels (NED) | DNF-2                 |
| Director esportiu: Serguei Klímov, Cédric Bugnon |                       |                       |

| Canyon//SRAM zondacrypto CSZ                 | Canyon//SRAM zondacrypto CSZ      | Canyon//SRAM zondacrypto CSZ |
| -------------------------------------------- | --------------------------------- | ---------------------------- |
| Núm                                          | Ciclista                          | Pos                          |
| 1                                            | Katarzyna Niewiadoma (POL) (ruta) | 3r                           |
| 2                                            | Ricarda Bauernfeind (GER)         | 32è                          |
| 3                                            | Neve Bradbury (AUS)               | 71è                          |
| 4                                            | Chloé Dygert (USA)                | NP-9                         |
| 5                                            | Cecilie Uttrup Ludwig (DEN)       | 21è                          |
| 6                                            | Soraya Paladin (ITA)              | DNF-7                        |
| 7                                            | Agnieszka Skalniak-Sójka (POL)    | NP-5                         |
| Director esportiu: Adam Szabó, Davide Arzeni |                                   |                              |

| FDJ-Suez TFS                                     | FDJ-Suez TFS          | FDJ-Suez TFS |
| ------------------------------------------------ | --------------------- | ------------ |
| Núm                                              | Ciclista              | Pos          |
| 11                                               | Demi Vollering (NED)  | 2n           |
| 12                                               | Elise Chabbey (SUI)   | 28è          |
| 13                                               | Amber Kraak (NED)     | 51è          |
| 14                                               | Juliette Labous (FRA) | 7è           |
| 15                                               | Marie Le Net (FRA)    | 58è          |
| 16                                               | Évita Muzic (FRA)     | 10è          |
| 17                                               | Ally Wollaston (NZL)  | 92è          |
| Director esportiu: Flavien Soenen, Nicolas Maire |                       |              |

| Fenix-Deceuninck FDC                                 | Fenix-Deceuninck FDC          | Fenix-Deceuninck FDC |
| ---------------------------------------------------- | ----------------------------- | -------------------- |
| Núm                                                  | Ciclista                      | Pos                  |
| 21                                                   | Pauliena Rooijakkers (NED)    | 9è                   |
| 22                                                   | Millie Couzens (GBR)          | 87è                  |
| 23                                                   | Yara Kastelijn (NED)          | 17è                  |
| 24                                                   | Flora Perkins (GBR)           | 121è                 |
| 25                                                   | Puck Pieterse (NED)           | 24è                  |
| 26                                                   | Christina Schweinberger (AUT) | 64è                  |
| 27                                                   | Marthe Truyen (BEL)           | 108è                 |
| Director esportiu: Rik Van Slycke, Michel Cornelisse |                               |                      |

| EF Education-Oatly EFC                        | EF Education-Oatly EFC     | EF Education-Oatly EFC |
| --------------------------------------------- | -------------------------- | ---------------------- |
| Núm                                           | Ciclista                   | Pos                    |
| 31                                            | Cédrine Kerbaol (FRA)      | 8è                     |
| 32                                            | Letizia Borghesi (ITA)     | 95è                    |
| 33                                            | Henrietta Christie (NZL)   | 80è                    |
| 34                                            | Kristen Faulkner (USA)     | DNF-5                  |
| 35                                            | Alison Jackson (CAN)       | 113è                   |
| 36                                            | Noemi Rüegg (SUI)          | 60è                    |
| 37                                            | Magdeleine Vallieres (CAN) | 18è                    |
| Director esportiu: Daniel Foder, Carmen Small |                            |                        |

| SD Worx-Protime SDW                          | SD Worx-Protime SDW        | SD Worx-Protime SDW |
| -------------------------------------------- | -------------------------- | ------------------- |
| Núm                                          | Ciclista                   | Pos                 |
| 41                                           | Lotte Kopecky (BEL)        | 45è                 |
| 42                                           | Mischa Bredewold (NED)     | 83è                 |
| 43                                           | Elena Cecchini (ITA)       | 107è                |
| 44                                           | Femke Gerritse (NED)       | 100è                |
| 45                                           | Anna van der Breggen (NED) | 11è                 |
| 46                                           | Blanka Vas (HUN)           | 76è                 |
| 47                                           | Lorena Wiebes (NED)        | 57è                 |
| Director esportiu: Danny Stam, Christian Kos |                            |                     |

| Team Visma \| Lease a Bike TVL              | Team Visma \| Lease a Bike TVL | Team Visma \| Lease a Bike TVL |
| ------------------------------------------- | ------------------------------ | ------------------------------ |
| Núm                                         | Ciclista                       | Pos                            |
| 51                                          | Pauline Ferrand-Prévot (FRA)   | 1r                             |
| 52                                          | Marion Bunel (FRA)             | 39è                            |
| 53                                          | Femke de Vries (NED)           | 20è                            |
| 54                                          | Lieke Nooijen (NED)            | 34è                            |
| 55                                          | Eva van Agt (NED)              | 66è                            |
| 56                                          | Marianne Vos (NED)             | 37è                            |
| 57                                          | Imogen Wolff (GBR)             | 89è                            |
| Director esportiu: Jan Boven, Jos van Emden |                                |                                |

| UAE Team ADQ UAD                               | UAE Team ADQ UAD           | UAE Team ADQ UAD |
| ---------------------------------------------- | -------------------------- | ---------------- |
| Núm                                            | Ciclista                   | Pos              |
| 61                                             | Elisa Longo Borghini (ITA) | NP-3             |
| 62                                             | Brodie Chapman (AUS)       | NP-9             |
| 63                                             | Eleonora Gasparrini (ITA)  | NP-4             |
| 64                                             | Iara Gillespie (IRL)       | 82è              |
| 65                                             | Maëva Squiban (FRA)        | 15è              |
| 66                                             | Karlijn Swinkels (NED)     | DNF-5            |
| 67                                             | Dominika Włodarczyk (POL)  | 4t               |
| Director esportiu: Cherie Pridham, Davide Gani |                            |                  |

| Movistar Team MOV                            | Movistar Team MOV           | Movistar Team MOV |
| -------------------------------------------- | --------------------------- | ----------------- |
| Núm                                          | Ciclista                    | Pos               |
| 71                                           | Marlen Reusser (SUI)        | DNF-1             |
| 72                                           | Aude Biannic (FRA)          | 77è               |
| 73                                           | Jelena Erić (SRB)           | 112è              |
| 74                                           | Liane Lippert (GER)         | 59è               |
| 75                                           | Ana Vitória Magalhães (BRA) | 74è               |
| 76                                           | Sara Martín Martín (ESP)    | 120è              |
| 77                                           | Mareille Meijering (NED)    | 42è               |
| Director esportiu: Jorge Sanz, Kelvin Dekker |                             |                   |

| Lidl-Trek LTK                                             | Lidl-Trek LTK              | Lidl-Trek LTK |
| --------------------------------------------------------- | -------------------------- | ------------- |
| Núm                                                       | Ciclista                   | Pos           |
| 81                                                        | Elisa Balsamo (ITA)        | DNF-5         |
| 82                                                        | Lucinda Brand (NED)        | 47è           |
| 83                                                        | Niamh Fisher-Black (NZL)   | 5è            |
| 84                                                        | Riejanne Markus (NED)      | 22è           |
| 85                                                        | Emma Norsgaard Bjerg (DEN) | 98è           |
| 86                                                        | Lauretta Hanson (AUS)      | 75è           |
| 87                                                        | Shirin van Anrooij (NED)   | 36è           |
| Director esportiu: Jeroen Blijlevens, Ina-Yoko Teutenberg |                            |               |

| AG Insurance-Soudal Team AGS                    | AG Insurance-Soudal Team AGS | AG Insurance-Soudal Team AGS |
| ----------------------------------------------- | ---------------------------- | ---------------------------- |
| Núm                                             | Ciclista                     | Pos                          |
| 91                                              | Kimberley Le Court (MRI)     | 16è                          |
| 92                                              | Shari Bossuyt (BEL)          | 81è                          |
| 93                                              | Justine Ghekiere (BEL)       | 14è                          |
| 94                                              | Sarah Gigante (AUS)          | 6è                           |
| 95                                              | Ilse Pluimers (NED)          | 111è                         |
| 96                                              | Julie Van de Velde (BEL)     | 62è                          |
| 97                                              | Gladys Verhulst (FRA)        | DNF-9                        |
| Director esportiu: Stijn Steels, Jolien D'Hoore |                              |                              |

| Team Picnic PostNL TPP                            | Team Picnic PostNL TPP | Team Picnic PostNL TPP |
| ------------------------------------------------- | ---------------------- | ---------------------- |
| Núm                                               | Ciclista               | Pos                    |
| 101                                               | Charlotte Kool (NED)   | NP-2                   |
| 102                                               | Francesca Barale (ITA) | 48è                    |
| 103                                               | Rachele Barbieri (ITA) | 104è                   |
| 104                                               | Pfeiffer Georgi (GBR)  | 52è                    |
| 105                                               | Megan Jastrab (USA)    | 54è                    |
| 106                                               | Franziska Koch (GER)   | 38è                    |
| 107                                               | Nienke Vinke (NED)     | 19è                    |
| Director esportiu: Callum Ferguson, Albert Timmer |                        |                        |

| Arkéa-B&B Hotels Women ARK                           | Arkéa-B&B Hotels Women ARK    | Arkéa-B&B Hotels Women ARK |
| ---------------------------------------------------- | ----------------------------- | -------------------------- |
| Núm                                                  | Ciclista                      | Pos                        |
| 111                                                  | Valentina Cavallar (AUT)      | NP-6                       |
| 112                                                  | Lotte Claes (BEL)             | 31è                        |
| 113                                                  | Emilia Fahlin (SWE)           | 124è                       |
| 114                                                  | Clémence Latimier (FRA)       | 61è                        |
| 115                                                  | Titia Ryo (FRA)               | 26è                        |
| 116                                                  | Maurène Trégouët (FRA)        | 122è                       |
| 117                                                  | Marjolein van 't Geloof (NED) | DNF-5                      |
| Director esportiu: Grégoire Le Calvé, Gaël Le Bellec |                               |                            |

| Liv AlUla Jayco LIV                         | Liv AlUla Jayco LIV                      | Liv AlUla Jayco LIV |
| ------------------------------------------- | ---------------------------------------- | ------------------- |
| Núm                                         | Ciclista                                 | Pos                 |
| 121                                         | Letizia Paternoster (ITA)                | 84è                 |
| 122                                         | Margarita Victoria García Cañellas (ESP) | 27è                 |
| 123                                         | Jeanne Korevaar (NED)                    | 109è                |
| 124                                         | Ruby Roseman-Gannon (AUS)                | 78è                 |
| 125                                         | Silke Smulders (NED)                     | 43è                 |
| 126                                         | Monica Trinca Colonel (ITA)              | DNF-5               |
| 127                                         | Ella Wyllie (NZL)                        | 12è                 |
| Director esportiu: Shawn Clarke, Gene Bates |                                          |                     |

| Uno-X Mobility UXM                                | Uno-X Mobility UXM              | Uno-X Mobility UXM |
| ------------------------------------------------- | ------------------------------- | ------------------ |
| Núm                                               | Ciclista                        | Pos                |
| 131                                               | Katrine Aalerud (NOR)           | DNF-5              |
| 132                                               | Susanne Andersen (NOR)          | FC-8               |
| 133                                               | Teuntje Beekhuis (NED)          | 110è               |
| 134                                               | Maria Giulia Confalonieri (ITA) | DNF-5              |
| 135                                               | Rebecca Koerner (DEN) (crono)   | NP-4               |
| 136                                               | Mie Bjørndal Ottestad (NOR)     | NP-6               |
| 137                                               | Linda Zanetti (SUI)             | 79è                |
| Director esportiu: Anna Badegruber, Martin Vestby |                                 |                    |

| Cofidis COF                                        | Cofidis COF             | Cofidis COF |
| -------------------------------------------------- | ----------------------- | ----------- |
| Núm                                                | Ciclista                | Pos         |
| 141                                                | Victoire Berteau (FRA)  | 69è         |
| 142                                                | Julie Bego (FRA)        | 33è         |
| 143                                                | Eugenia Bujak (SLO)     | DNF-5       |
| 144                                                | Amalie Dideriksen (DEN) | 73è         |
| 145                                                | Clara Koppenburg (GER)  | 88è         |
| 146                                                | Hannah Ludwig (GER)     | 90è         |
| 147                                                | Nadia Quagliotto (ITA)  | 93è         |
| Director esportiu: Mélanie Briot, Magnus Bäckstedt |                         |             |

| Ceratizit Pro Cycling Team CTC                | Ceratizit Pro Cycling Team CTC | Ceratizit Pro Cycling Team CTC |
| --------------------------------------------- | ------------------------------ | ------------------------------ |
| Núm                                           | Ciclista                       | Pos                            |
| 151                                           | Sarah Van Dam (CAN)            | 41è                            |
| 152                                           | Franziska Brauße (GER)         | 105è                           |
| 153                                           | Kristýna Burlová (CZE)         | DNF-6                          |
| 154                                           | Elena Hartmann (SUI)           | 49è                            |
| 155                                           | Daniek Hengeveld (NED)         | 50è                            |
| 156                                           | Célia Le Mouel (FRA)           | 56è                            |
| 157                                           | Dilyxine Miermont (FRA)        | NP-8                           |
| Director esportiu: Claude Sun, Dirk Baldinger |                                |                                |

| Human Powered Health HPH                             | Human Powered Health HPH | Human Powered Health HPH |
| ---------------------------------------------------- | ------------------------ | ------------------------ |
| Núm                                                  | Ciclista                 | Pos                      |
| 161                                                  | Barbara Malcotti (ITA)   | 13è                      |
| 162                                                  | Thalita de Jong (NED)    | 68è                      |
| 163                                                  | Ruth Edwards (USA)       | 30è                      |
| 164                                                  | Romy Kasper (GER)        | 86è                      |
| 165                                                  | Mona Mitterwallner (AUT) | 65è                      |
| 166                                                  | Marit Raaijmakers (NED)  | 72è                      |
| 167                                                  | Lily Williams (USA)      | 70è                      |
| Director esportiu: Clark Sheehan, Enrico Campolunghi |                          |                          |

| St Michel-Preference Home-Auber 93 AUB        | St Michel-Preference Home-Auber 93 AUB | St Michel-Preference Home-Auber 93 AUB |
| --------------------------------------------- | -------------------------------------- | -------------------------------------- |
| Núm                                           | Ciclista                               | Pos                                    |
| 171                                           | Alicia González Blanco (ESP)           | 117è                                   |
| 172                                           | Alison Avoine (FRA)                    | 123è                                   |
| 173                                           | Lucie Fityus (AUS)                     | FC-2                                   |
| 174                                           | Émilie Morier (FRA)                    | 25è                                    |
| 175                                           | Elyne Roussel (FRA)                    | DNF-7                                  |
| 176                                           | Ségolène Thomas (FRA)                  | FC-2                                   |
| 177                                           | Emily Watts (AUS)                      | 114è                                   |
| Director esportiu: Stephan Gaudry, Tony Hurel |                                        |                                        |

| Laboral Kutxa-Fundación Euskadi LKF             | Laboral Kutxa-Fundación Euskadi LKF | Laboral Kutxa-Fundación Euskadi LKF |
| ----------------------------------------------- | ----------------------------------- | ----------------------------------- |
| Núm                                             | Ciclista                            | Pos                                 |
| 181                                             | Ane Santesteban González (ESP)      | 35è                                 |
| 182                                             | Alice Maria Arzuffi (ITA)           | 63è                                 |
| 183                                             | Idoia Eraso (ESP)                   | 106è                                |
| 184                                             | Usoa Ostolaza Zabala (ESP)          | 40è                                 |
| 185                                             | Catalina Soto (CHI)                 | 119è                                |
| 186                                             | Alba Teruel Ribes (ESP)             | DNF-9                               |
| 187                                             | Laura Tomasi (ITA)                  | 99è                                 |
| Director esportiu: Ion Lazkano, Peio Goikoetxea |                                     |                                     |

| Winspace Orange Seal WOS                                    | Winspace Orange Seal WOS      | Winspace Orange Seal WOS |
| ----------------------------------------------------------- | ----------------------------- | ------------------------ |
| Núm                                                         | Ciclista                      | Pos                      |
| 191                                                         | Karolina Perekitko (POL)      | 55è                      |
| 192                                                         | Marine Allione (FRA)          | 102è                     |
| 193                                                         | Nadia Gontova (CAN)           | 23è                      |
| 194                                                         | Kiara Lylyk (CAN)             | 116è                     |
| 195                                                         | Fiona Mangan (IRL)            | 118è                     |
| 196                                                         | Marie Morgane le Deunff (FRA) | FC-2                     |
| 197                                                         | Constance Valentin (FRA)      | 91è                      |
| Director esportiu: Jean Christophe Barbotin, Franck Renimel |                               |                          |

| VolkerWessels VWT                                     | VolkerWessels VWT           | VolkerWessels VWT |
| ----------------------------------------------------- | --------------------------- | ----------------- |
| Núm                                                   | Ciclista                    | Pos               |
| 201                                                   | Eline Jansen (NED)          | 44è               |
| 202                                                   | Valerie Demey (BEL)         | 94è               |
| 203                                                   | Anne Dijkstra (NED)         | 103è              |
| 204                                                   | Laura Molenaar (NED)        | 85è               |
| 205                                                   | Maud Rijnbeek (NED)         | 67è               |
| 206                                                   | Uneken Lonneke (NED)        | 115è              |
| 207                                                   | Margot Vanpachtenbeke (BEL) | 29è               |
| Director esportiu: Larissa Havik, Marieke van Wanroij |                             |                   |

| Roland Le Dévoluy CGS                            | Roland Le Dévoluy CGS | Roland Le Dévoluy CGS |
| ------------------------------------------------ | --------------------- | --------------------- |
| Núm                                              | Ciclista              | Pos                   |
| 211                                              | Morgane Coston (FRA)  | 46è                   |
| 212                                              | Tamara Dronova        | 96è                   |
| 213                                              | Mia Griffin (IRL)     | 97è                   |
| 214                                              | Elena Pirrone (ITA)   | FC-2                  |
| 215                                              | Kaja Rysz (POL)       | 101è                  |
| 216                                              | Petra Stiasny (SUI)   | 53è                   |
| 217                                              | Sylvie Swinkels (NED) | DNF-2                 |
| Director esportiu: Serguei Klímov, Cédric Bugnon |                       |                       |

## Desenvolupament de la cursa

### Etapa 1
| Gwened - Plumelec | etapa accidentada | (78,8 km) |

| \| Classificació de l'etapa \| Classificació de l'etapa \| Classificació de l'etapa \| Classificació de l'etapa \| Classificació de l'etapa \| \| Corredor \| Corredor \| Equip \| Temps \| \| \| ------------------------ \| ------------------------ \| -------------------------- \| ------------------------ \| ------------------------ \| \| 1r \| Marianne Vos \| Team Visma \\| Lease a Bike \| 1h 53' 03" \| \| \| 2n \| Kimberley Le Court \| AG Insurance-Soudal Team \| + 0" \| \| \| 3r \| Pauline Ferrand-Prévot \| Team Visma \\| Lease a Bike \| + 0" \| \| \| 4t \| Katarzyna Niewiadoma \| Canyon//SRAM zondacrypto \| + 0" \| \| \| 5è \| Demi Vollering \| FDJ-Suez \| + 3" \| \| \| 6è \| Puck Pieterse \| Fenix-Deceuninck \| + 5" \| \| \| 7è \| Anna van der Breggen \| SD Worx-Protime \| + 5" \| \| \| 8è \| Eline Jansen \| VolkerWessels \| + 9" \| \| \| 9è \| Pauliena Rooijakkers \| Fenix-Deceuninck \| + 9" \| \| \| 10è \| Pfeiffer Georgi \| Team Picnic PostNL \| + 9" \| \| |                        |                            |            |
| |                        |                            |            |
| Font: ProCyclingStats |                        |                            |            |
| Classificació de l'etapa |                        |                            |            |
| Corredor | Corredor               | Equip                      | Temps      |
| 1r | Marianne Vos           | Team Visma \| Lease a Bike | 1h 53' 03" |
| 2n | Kimberley Le Court     | AG Insurance-Soudal Team   | + 0"       |
| 3r | Pauline Ferrand-Prévot | Team Visma \| Lease a Bike | + 0"       |
| 4t | Katarzyna Niewiadoma   | Canyon//SRAM zondacrypto   | + 0"       |
| 5è | Demi Vollering         | FDJ-Suez                   | + 3"       |
| 6è | Puck Pieterse          | Fenix-Deceuninck           | + 5"       |
| 7è | Anna van der Breggen   | SD Worx-Protime            | + 5"       |
| 8è | Eline Jansen           | VolkerWessels              | + 9"       |
| 9è | Pauliena Rooijakkers   | Fenix-Deceuninck           | + 9"       |
| 10è | Pfeiffer Georgi        | Team Picnic PostNL         | + 9"       |

| \| Classificació general \| Classificació general \| Classificació general \| Classificació general \| Classificació general \| \| Corredor \| Corredor \| Equip \| Temps \| \| \| --------------------- \| ---------------------- \| -------------------------- \| --------------------- \| --------------------- \| \| 1r \| Marianne Vos \| Team Visma \\| Lease a Bike \| 1h 52' 53" \| \| \| 2n \| Kimberley Le Court \| AG Insurance-Soudal Team \| + 4" \| \| \| 3r \| Pauline Ferrand-Prévot \| Team Visma \\| Lease a Bike \| + 6" \| \| \| 4t \| Katarzyna Niewiadoma \| Canyon//SRAM zondacrypto \| + 10" \| \| \| 5è \| Demi Vollering \| FDJ-Suez \| + 13" \| \| \| 6è \| Puck Pieterse \| Fenix-Deceuninck \| + 15" \| \| \| 7è \| Anna van der Breggen \| SD Worx-Protime \| + 15" \| \| \| 8è \| Eline Jansen \| VolkerWessels \| + 19" \| \| \| 9è \| Pauliena Rooijakkers \| Fenix-Deceuninck \| + 19" \| \| \| 10è \| Pfeiffer Georgi \| Team Picnic PostNL \| + 19" \| \| |                        |                            |            |
| |                        |                            |            |
| Font: ProCyclingStats |                        |                            |            |
| Classificació general |                        |                            |            |
| Corredor | Corredor               | Equip                      | Temps      |
| 1r | Marianne Vos           | Team Visma \| Lease a Bike | 1h 52' 53" |
| 2n | Kimberley Le Court     | AG Insurance-Soudal Team   | + 4"       |
| 3r | Pauline Ferrand-Prévot | Team Visma \| Lease a Bike | + 6"       |
| 4t | Katarzyna Niewiadoma   | Canyon//SRAM zondacrypto   | + 10"      |
| 5è | Demi Vollering         | FDJ-Suez                   | + 13"      |
| 6è | Puck Pieterse          | Fenix-Deceuninck           | + 15"      |
| 7è | Anna van der Breggen   | SD Worx-Protime            | + 15"      |
| 8è | Eline Jansen           | VolkerWessels              | + 19"      |
| 9è | Pauliena Rooijakkers   | Fenix-Deceuninck           | + 19"      |
| 10è | Pfeiffer Georgi        | Team Picnic PostNL         | + 19"      |

### Etapa 2
| Brest - Kemper | etapa plana | (110,4 km) |

| \| Classificació de l'etapa \| Classificació de l'etapa \| Classificació de l'etapa \| Classificació de l'etapa \| Classificació de l'etapa \| \| Corredor \| Corredor \| Equip \| Temps \| \| \| ------------------------ \| ---------------------------------- \| -------------------------- \| ------------------------ \| ------------------------ \| \| 1r \| Margarita Victoria García Cañellas \| Liv AlUla Jayco \| 2h 44' 29" \| \| \| 2n \| Lorena Wiebes \| SD Worx-Protime \| + 3" \| \| \| 3r \| Kimberley Le Court \| AG Insurance-Soudal Team \| + 3" \| \| \| 4t \| Liane Lippert \| Movistar Team \| + 3" \| \| \| 5è \| Marianne Vos \| Team Visma \\| Lease a Bike \| + 3" \| \| \| 6è \| Katarzyna Niewiadoma \| Canyon//SRAM zondacrypto \| + 3" \| \| \| 7è \| Demi Vollering \| FDJ-Suez \| + 3" \| \| \| 8è \| Pauline Ferrand-Prévot \| Team Visma \\| Lease a Bike \| + 3" \| \| \| 9è \| Puck Pieterse \| Fenix-Deceuninck \| + 3" \| \| \| 10è \| Anna van der Breggen \| SD Worx-Protime \| + 3" \| \| |                                    |                            |            |
| |                                    |                            |            |
| Font: ProCyclingStats |                                    |                            |            |
| Classificació de l'etapa |                                    |                            |            |
| Corredor | Corredor                           | Equip                      | Temps      |
| 1r | Margarita Victoria García Cañellas | Liv AlUla Jayco            | 2h 44' 29" |
| 2n | Lorena Wiebes                      | SD Worx-Protime            | + 3"       |
| 3r | Kimberley Le Court                 | AG Insurance-Soudal Team   | + 3"       |
| 4t | Liane Lippert                      | Movistar Team              | + 3"       |
| 5è | Marianne Vos                       | Team Visma \| Lease a Bike | + 3"       |
| 6è | Katarzyna Niewiadoma               | Canyon//SRAM zondacrypto   | + 3"       |
| 7è | Demi Vollering                     | FDJ-Suez                   | + 3"       |
| 8è | Pauline Ferrand-Prévot             | Team Visma \| Lease a Bike | + 3"       |
| 9è | Puck Pieterse                      | Fenix-Deceuninck           | + 3"       |
| 10è | Anna van der Breggen               | SD Worx-Protime            | + 3"       |

| \| Classificació general \| Classificació general \| Classificació general \| Classificació general \| Classificació general \| \| Corredor \| Corredor \| Equip \| Temps \| \| \| --------------------- \| ---------------------- \| -------------------------- \| --------------------- \| --------------------- \| \| 1r \| Kimberley Le Court \| AG Insurance-Soudal Team \| 4h 37' 25" \| \| \| 2n \| Marianne Vos \| Team Visma \\| Lease a Bike \| + 0" \| \| \| 3r \| Pauline Ferrand-Prévot \| Team Visma \\| Lease a Bike \| + 6" \| \| \| 4t \| Katarzyna Niewiadoma \| Canyon//SRAM zondacrypto \| + 10" \| \| \| 5è \| Demi Vollering \| FDJ-Suez \| + 13" \| \| \| 6è \| Puck Pieterse \| Fenix-Deceuninck \| + 15" \| \| \| 7è \| Anna van der Breggen \| SD Worx-Protime \| + 15" \| \| \| 8è \| Pauliena Rooijakkers \| Fenix-Deceuninck \| + 19" \| \| \| 9è \| Niamh Fisher-Black \| Lidl-Trek \| + 19" \| \| \| 10è \| Chloé Dygert \| Canyon//SRAM zondacrypto \| + 19" \| \| |                        |                            |            |
| |                        |                            |            |
| Font: ProCyclingStats |                        |                            |            |
| Classificació general |                        |                            |            |
| Corredor | Corredor               | Equip                      | Temps      |
| 1r | Kimberley Le Court     | AG Insurance-Soudal Team   | 4h 37' 25" |
| 2n | Marianne Vos           | Team Visma \| Lease a Bike | + 0"       |
| 3r | Pauline Ferrand-Prévot | Team Visma \| Lease a Bike | + 6"       |
| 4t | Katarzyna Niewiadoma   | Canyon//SRAM zondacrypto   | + 10"      |
| 5è | Demi Vollering         | FDJ-Suez                   | + 13"      |
| 6è | Puck Pieterse          | Fenix-Deceuninck           | + 15"      |
| 7è | Anna van der Breggen   | SD Worx-Protime            | + 15"      |
| 8è | Pauliena Rooijakkers   | Fenix-Deceuninck           | + 19"      |
| 9è | Niamh Fisher-Black     | Lidl-Trek                  | + 19"      |
| 10è | Chloé Dygert           | Canyon//SRAM zondacrypto   | + 19"      |

### Etapa 3
| La Gacilly - Angers | etapa plana | (163,5 km) |

| \| Classificació de l'etapa \| Classificació de l'etapa \| Classificació de l'etapa \| Classificació de l'etapa \| Classificació de l'etapa \| \| Corredor \| Corredor \| Equip \| Temps \| \| \| ------------------------ \| ------------------------ \| -------------------------- \| ------------------------ \| ------------------------ \| \| 1r \| Lorena Wiebes \| SD Worx-Protime \| 3h 41' 47" \| \| \| 2n \| Marianne Vos \| Team Visma \\| Lease a Bike \| + 0" \| \| \| 3r \| Ally Wollaston \| FDJ-Suez \| + 0" \| \| \| 4t \| Megan Jastrab \| Team Picnic PostNL \| + 0" \| \| \| 5è \| Liane Lippert \| Movistar Team \| + 0" \| \| \| 6è \| Shari Bossuyt \| AG Insurance-Soudal Team \| + 0" \| \| \| 7è \| Eline Jansen \| VolkerWessels \| + 0" \| \| \| 8è \| Katarzyna Niewiadoma \| Canyon//SRAM zondacrypto \| + 0" \| \| \| 9è \| Noemi Rüegg \| EF Education-Oatly \| + 0" \| \| \| 10è \| Lucinda Brand \| Lidl-Trek \| + 0" \| \| |                      |                            |            |
| |                      |                            |            |
| Font: ProCyclingStats |                      |                            |            |
| Classificació de l'etapa |                      |                            |            |
| Corredor | Corredor             | Equip                      | Temps      |
| 1r | Lorena Wiebes        | SD Worx-Protime            | 3h 41' 47" |
| 2n | Marianne Vos         | Team Visma \| Lease a Bike | + 0"       |
| 3r | Ally Wollaston       | FDJ-Suez                   | + 0"       |
| 4t | Megan Jastrab        | Team Picnic PostNL         | + 0"       |
| 5è | Liane Lippert        | Movistar Team              | + 0"       |
| 6è | Shari Bossuyt        | AG Insurance-Soudal Team   | + 0"       |
| 7è | Eline Jansen         | VolkerWessels              | + 0"       |
| 8è | Katarzyna Niewiadoma | Canyon//SRAM zondacrypto   | + 0"       |
| 9è | Noemi Rüegg          | EF Education-Oatly         | + 0"       |
| 10è | Lucinda Brand        | Lidl-Trek                  | + 0"       |

| \| Classificació general \| Classificació general \| Classificació general \| Classificació general \| Classificació general \| \| Corredor \| Corredor \| Equip \| Temps \| \| \| --------------------- \| ---------------------- \| -------------------------- \| --------------------- \| --------------------- \| \| 1r \| Marianne Vos \| Team Visma \\| Lease a Bike \| 8h 19' 06" \| \| \| 2n \| Kimberley Le Court \| AG Insurance-Soudal Team \| + 6" \| \| \| 3r \| Pauline Ferrand-Prévot \| Team Visma \\| Lease a Bike \| + 12" \| \| \| 4t \| Katarzyna Niewiadoma \| Canyon//SRAM zondacrypto \| + 16" \| \| \| 5è \| Lorena Wiebes \| SD Worx-Protime \| + 16" \| \| \| 6è \| Demi Vollering \| FDJ-Suez \| + 19" \| \| \| 7è \| Anna van der Breggen \| SD Worx-Protime \| + 21" \| \| \| 8è \| Puck Pieterse \| Fenix-Deceuninck \| + 21" \| \| \| 9è \| Pauliena Rooijakkers \| Fenix-Deceuninck \| + 25" \| \| \| 10è \| Niamh Fisher-Black \| Lidl-Trek \| + 25" \| \| |                        |                            |            |
| |                        |                            |            |
| Font: ProCyclingStats |                        |                            |            |
| Classificació general |                        |                            |            |
| Corredor | Corredor               | Equip                      | Temps      |
| 1r | Marianne Vos           | Team Visma \| Lease a Bike | 8h 19' 06" |
| 2n | Kimberley Le Court     | AG Insurance-Soudal Team   | + 6"       |
| 3r | Pauline Ferrand-Prévot | Team Visma \| Lease a Bike | + 12"      |
| 4t | Katarzyna Niewiadoma   | Canyon//SRAM zondacrypto   | + 16"      |
| 5è | Lorena Wiebes          | SD Worx-Protime            | + 16"      |
| 6è | Demi Vollering         | FDJ-Suez                   | + 19"      |
| 7è | Anna van der Breggen   | SD Worx-Protime            | + 21"      |
| 8è | Puck Pieterse          | Fenix-Deceuninck           | + 21"      |
| 9è | Pauliena Rooijakkers   | Fenix-Deceuninck           | + 25"      |
| 10è | Niamh Fisher-Black     | Lidl-Trek                  | + 25"      |

### Etapa 4
| Saumur - Poitiers | etapa plana | (130,7 km) |

| \| Classificació de l'etapa \| Classificació de l'etapa \| Classificació de l'etapa \| Classificació de l'etapa \| Classificació de l'etapa \| \| Corredor \| Corredor \| Equip \| Temps \| \| \| ------------------------ \| ------------------------ \| ---------------------------------- \| ------------------------ \| ------------------------ \| \| 1r \| Lorena Wiebes \| SD Worx-Protime \| 2h 54' 11" \| \| \| 2n \| Marianne Vos \| Team Visma \\| Lease a Bike \| + 0" \| \| \| 3r \| Iara Gillespie \| UAE Team ADQ \| + 0" \| \| \| 4t \| Eline Jansen \| VolkerWessels \| + 0" \| \| \| 5è \| Chloé Dygert \| Canyon//SRAM zondacrypto \| + 0" \| \| \| 6è \| Shari Bossuyt \| AG Insurance-Soudal Team \| + 0" \| \| \| 7è \| Rachele Barbieri \| Team Picnic PostNL \| + 0" \| \| \| 8è \| Linda Zanetti \| Uno-X Mobility \| + 0" \| \| \| 9è \| Alicia González Blanco \| St Michel-Preference Home-Auber 93 \| + 0" \| \| \| 10è \| Sarah Van Dam \| Ceratizit Pro Cycling Team \| + 0" \| \| |                        |                                    |            |
| |                        |                                    |            |
| Font: ProCyclingStats |                        |                                    |            |
| Classificació de l'etapa |                        |                                    |            |
| Corredor | Corredor               | Equip                              | Temps      |
| 1r | Lorena Wiebes          | SD Worx-Protime                    | 2h 54' 11" |
| 2n | Marianne Vos           | Team Visma \| Lease a Bike         | + 0"       |
| 3r | Iara Gillespie         | UAE Team ADQ                       | + 0"       |
| 4t | Eline Jansen           | VolkerWessels                      | + 0"       |
| 5è | Chloé Dygert           | Canyon//SRAM zondacrypto           | + 0"       |
| 6è | Shari Bossuyt          | AG Insurance-Soudal Team           | + 0"       |
| 7è | Rachele Barbieri       | Team Picnic PostNL                 | + 0"       |
| 8è | Linda Zanetti          | Uno-X Mobility                     | + 0"       |
| 9è | Alicia González Blanco | St Michel-Preference Home-Auber 93 | + 0"       |
| 10è | Sarah Van Dam          | Ceratizit Pro Cycling Team         | + 0"       |

| \| Classificació general \| Classificació general \| Classificació general \| Classificació general \| Classificació general \| \| Corredor \| Corredor \| Equip \| Temps \| \| \| --------------------- \| ---------------------- \| -------------------------- \| --------------------- \| --------------------- \| \| 1r \| Marianne Vos \| Team Visma \\| Lease a Bike \| 11h 13' 11" \| \| \| 2n \| Lorena Wiebes \| SD Worx-Protime \| + 12" \| \| \| 3r \| Kimberley Le Court \| AG Insurance-Soudal Team \| + 12" \| \| \| 4t \| Pauline Ferrand-Prévot \| Team Visma \\| Lease a Bike \| + 18" \| \| \| 5è \| Katarzyna Niewiadoma \| Canyon//SRAM zondacrypto \| + 22" \| \| \| 6è \| Demi Vollering \| FDJ-Suez \| + 25" \| \| \| 7è \| Anna van der Breggen \| SD Worx-Protime \| + 27" \| \| \| 8è \| Puck Pieterse \| Fenix-Deceuninck \| + 27" \| \| \| 9è \| Niamh Fisher-Black \| Lidl-Trek \| + 31" \| \| \| 10è \| Chloé Dygert \| Canyon//SRAM zondacrypto \| + 31" \| \| |                        |                            |             |
| |                        |                            |             |
| Font: ProCyclingStats |                        |                            |             |
| Classificació general |                        |                            |             |
| Corredor | Corredor               | Equip                      | Temps       |
| 1r | Marianne Vos           | Team Visma \| Lease a Bike | 11h 13' 11" |
| 2n | Lorena Wiebes          | SD Worx-Protime            | + 12"       |
| 3r | Kimberley Le Court     | AG Insurance-Soudal Team   | + 12"       |
| 4t | Pauline Ferrand-Prévot | Team Visma \| Lease a Bike | + 18"       |
| 5è | Katarzyna Niewiadoma   | Canyon//SRAM zondacrypto   | + 22"       |
| 6è | Demi Vollering         | FDJ-Suez                   | + 25"       |
| 7è | Anna van der Breggen   | SD Worx-Protime            | + 27"       |
| 8è | Puck Pieterse          | Fenix-Deceuninck           | + 27"       |
| 9è | Niamh Fisher-Black     | Lidl-Trek                  | + 31"       |
| 10è | Chloé Dygert           | Canyon//SRAM zondacrypto   | + 31"       |

### Etapa 5
| Chasseneuil-du-Poitou - Garait | etapa de mitja muntanya | (165,8 km) |

| \| Classificació de l'etapa \| Classificació de l'etapa \| Classificació de l'etapa \| Classificació de l'etapa \| Classificació de l'etapa \| \| Corredor \| Corredor \| Equip \| Temps \| \| \| ------------------------ \| ------------------------ \| -------------------------- \| ------------------------ \| ------------------------ \| \| 1r \| Kimberley Le Court \| AG Insurance-Soudal Team \| 3h 54' 07" \| \| \| 2n \| Demi Vollering \| FDJ-Suez \| + 0" \| \| \| 3r \| Anna van der Breggen \| SD Worx-Protime \| + 0" \| \| \| 4t \| Katarzyna Niewiadoma \| Canyon//SRAM zondacrypto \| + 0" \| \| \| 5è \| Pauline Ferrand-Prévot \| Team Visma \\| Lease a Bike \| + 0" \| \| \| 6è \| Sarah Gigante \| AG Insurance-Soudal Team \| + 0" \| \| \| 7è \| Pauliena Rooijakkers \| Fenix-Deceuninck \| + 0" \| \| \| 8è \| Marianne Vos \| Team Visma \\| Lease a Bike \| + 33" \| \| \| 9è \| Évita Muzic \| FDJ-Suez \| + 33" \| \| \| 10è \| Elise Chabbey \| FDJ-Suez \| + 33" \| \| |                        |                            |            |
| |                        |                            |            |
| Font: ProCyclingStats |                        |                            |            |
| Classificació de l'etapa |                        |                            |            |
| Corredor | Corredor               | Equip                      | Temps      |
| 1r | Kimberley Le Court     | AG Insurance-Soudal Team   | 3h 54' 07" |
| 2n | Demi Vollering         | FDJ-Suez                   | + 0"       |
| 3r | Anna van der Breggen   | SD Worx-Protime            | + 0"       |
| 4t | Katarzyna Niewiadoma   | Canyon//SRAM zondacrypto   | + 0"       |
| 5è | Pauline Ferrand-Prévot | Team Visma \| Lease a Bike | + 0"       |
| 6è | Sarah Gigante          | AG Insurance-Soudal Team   | + 0"       |
| 7è | Pauliena Rooijakkers   | Fenix-Deceuninck           | + 0"       |
| 8è | Marianne Vos           | Team Visma \| Lease a Bike | + 33"      |
| 9è | Évita Muzic            | FDJ-Suez                   | + 33"      |
| 10è | Elise Chabbey          | FDJ-Suez                   | + 33"      |

| \| Classificació general \| Classificació general \| Classificació general \| Classificació general \| Classificació general \| \| Corredor \| Corredor \| Equip \| Temps \| \| \| --------------------- \| ---------------------- \| -------------------------- \| --------------------- \| --------------------- \| \| 1r \| Kimberley Le Court \| AG Insurance-Soudal Team \| 15h 07' 14" \| \| \| 2n \| Pauline Ferrand-Prévot \| Team Visma \\| Lease a Bike \| + 18" \| \| \| 3r \| Demi Vollering \| FDJ-Suez \| + 23" \| \| \| 4t \| Katarzyna Niewiadoma \| Canyon//SRAM zondacrypto \| + 24" \| \| \| 5è \| Anna van der Breggen \| SD Worx-Protime \| + 27" \| \| \| 6è \| Marianne Vos \| Team Visma \\| Lease a Bike \| + 37" \| \| \| 7è \| Pauliena Rooijakkers \| Fenix-Deceuninck \| + 45" \| \| \| 8è \| Sarah Gigante \| AG Insurance-Soudal Team \| + 55" \| \| \| 9è \| Puck Pieterse \| Fenix-Deceuninck \| + 1' 04" \| \| \| 10è \| Cédrine Kerbaol \| EF Education-Oatly \| + 1' 16" \| \| |                        |                            |             |
| |                        |                            |             |
| Font: ProCyclingStats |                        |                            |             |
| Classificació general |                        |                            |             |
| Corredor | Corredor               | Equip                      | Temps       |
| 1r | Kimberley Le Court     | AG Insurance-Soudal Team   | 15h 07' 14" |
| 2n | Pauline Ferrand-Prévot | Team Visma \| Lease a Bike | + 18"       |
| 3r | Demi Vollering         | FDJ-Suez                   | + 23"       |
| 4t | Katarzyna Niewiadoma   | Canyon//SRAM zondacrypto   | + 24"       |
| 5è | Anna van der Breggen   | SD Worx-Protime            | + 27"       |
| 6è | Marianne Vos           | Team Visma \| Lease a Bike | + 37"       |
| 7è | Pauliena Rooijakkers   | Fenix-Deceuninck           | + 45"       |
| 8è | Sarah Gigante          | AG Insurance-Soudal Team   | + 55"       |
| 9è | Puck Pieterse          | Fenix-Deceuninck           | + 1' 04"    |
| 10è | Cédrine Kerbaol        | EF Education-Oatly         | + 1' 16"    |

### Etapa 6
| Clarmont d'Alvèrnia - Embèrt | etapa de muntanya | (123,7 km) |

| \| Classificació de l'etapa \| Classificació de l'etapa \| Classificació de l'etapa \| Classificació de l'etapa \| Classificació de l'etapa \| \| Corredor \| Corredor \| Equip \| Temps \| \| \| ------------------------ \| ------------------------ \| -------------------------- \| ------------------------ \| ------------------------ \| \| 1r \| Maëva Squiban \| UAE Team ADQ \| 3h 20' 46" \| \| \| 2n \| Juliette Labous \| FDJ-Suez \| + 1' 09" \| \| \| 3r \| Kimberley Le Court \| AG Insurance-Soudal Team \| + 1' 13" \| \| \| 4t \| Demi Vollering \| FDJ-Suez \| + 1' 13" \| \| \| 5è \| Dominika Włodarczyk \| UAE Team ADQ \| + 1' 13" \| \| \| 6è \| Margot Vanpachtenbeke \| VolkerWessels \| + 1' 13" \| \| \| 7è \| Pauline Ferrand-Prévot \| Team Visma \\| Lease a Bike \| + 1' 13" \| \| \| 8è \| Magdeleine Vallieres \| EF Education-Oatly \| + 1' 13" \| \| \| 9è \| Pauliena Rooijakkers \| Fenix-Deceuninck \| + 1' 13" \| \| \| 10è \| Puck Pieterse \| Fenix-Deceuninck \| + 1' 13" \| \| |                        |                            |            |
| |                        |                            |            |
| Font: ProCyclingStats |                        |                            |            |
| Classificació de l'etapa |                        |                            |            |
| Corredor | Corredor               | Equip                      | Temps      |
| 1r | Maëva Squiban          | UAE Team ADQ               | 3h 20' 46" |
| 2n | Juliette Labous        | FDJ-Suez                   | + 1' 09"   |
| 3r | Kimberley Le Court     | AG Insurance-Soudal Team   | + 1' 13"   |
| 4t | Demi Vollering         | FDJ-Suez                   | + 1' 13"   |
| 5è | Dominika Włodarczyk    | UAE Team ADQ               | + 1' 13"   |
| 6è | Margot Vanpachtenbeke  | VolkerWessels              | + 1' 13"   |
| 7è | Pauline Ferrand-Prévot | Team Visma \| Lease a Bike | + 1' 13"   |
| 8è | Magdeleine Vallieres   | EF Education-Oatly         | + 1' 13"   |
| 9è | Pauliena Rooijakkers   | Fenix-Deceuninck           | + 1' 13"   |
| 10è | Puck Pieterse          | Fenix-Deceuninck           | + 1' 13"   |

| \| Classificació general \| Classificació general \| Classificació general \| Classificació general \| Classificació general \| \| Corredor \| Corredor \| Equip \| Temps \| \| \| --------------------- \| ---------------------- \| -------------------------- \| --------------------- \| --------------------- \| \| 1r \| Kimberley Le Court \| AG Insurance-Soudal Team \| 18h 29' 05" \| \| \| 2n \| Pauline Ferrand-Prévot \| Team Visma \\| Lease a Bike \| + 26" \| \| \| 3r \| Katarzyna Niewiadoma \| Canyon//SRAM zondacrypto \| + 30" \| \| \| 4t \| Demi Vollering \| FDJ-Suez \| + 31" \| \| \| 5è \| Anna van der Breggen \| SD Worx-Protime \| + 35" \| \| \| 6è \| Pauliena Rooijakkers \| Fenix-Deceuninck \| + 53" \| \| \| 7è \| Sarah Gigante \| AG Insurance-Soudal Team \| + 1' 03" \| \| \| 8è \| Puck Pieterse \| Fenix-Deceuninck \| + 1' 12" \| \| \| 9è \| Cédrine Kerbaol \| EF Education-Oatly \| + 1' 24" \| \| \| 10è \| Évita Muzic \| FDJ-Suez \| + 1' 24" \| \| |                        |                            |             |
| |                        |                            |             |
| Font: ProCyclingStats |                        |                            |             |
| Classificació general |                        |                            |             |
| Corredor | Corredor               | Equip                      | Temps       |
| 1r | Kimberley Le Court     | AG Insurance-Soudal Team   | 18h 29' 05" |
| 2n | Pauline Ferrand-Prévot | Team Visma \| Lease a Bike | + 26"       |
| 3r | Katarzyna Niewiadoma   | Canyon//SRAM zondacrypto   | + 30"       |
| 4t | Demi Vollering         | FDJ-Suez                   | + 31"       |
| 5è | Anna van der Breggen   | SD Worx-Protime            | + 35"       |
| 6è | Pauliena Rooijakkers   | Fenix-Deceuninck           | + 53"       |
| 7è | Sarah Gigante          | AG Insurance-Soudal Team   | + 1' 03"    |
| 8è | Puck Pieterse          | Fenix-Deceuninck           | + 1' 12"    |
| 9è | Cédrine Kerbaol        | EF Education-Oatly         | + 1' 24"    |
| 10è | Évita Muzic            | FDJ-Suez                   | + 1' 24"    |

### Etapa 7
| Bourg-en-Bresse - Chambèri | etapa accidentada | (159,7 km) |

| \| Classificació de l'etapa \| Classificació de l'etapa \| Classificació de l'etapa \| Classificació de l'etapa \| Classificació de l'etapa \| \| Corredor \| Corredor \| Equip \| Temps \| \| \| ------------------------ \| ------------------------ \| ------------------------ \| ------------------------ \| ------------------------ \| \| 1r \| Maëva Squiban \| UAE Team ADQ \| 3h 58' 26" \| \| \| 2n \| Cédrine Kerbaol \| EF Education-Oatly \| + 51" \| \| \| 3r \| Ruth Edwards \| Human Powered Health \| + 51" \| \| \| 4t \| Shirin van Anrooij \| Lidl-Trek \| + 53" \| \| \| 5è \| Dominika Włodarczyk \| UAE Team ADQ \| + 1' 00" \| \| \| 6è \| Kimberley Le Court \| AG Insurance-Soudal Team \| + 1' 00" \| \| \| 7è \| Anna van der Breggen \| SD Worx-Protime \| + 1' 00" \| \| \| 8è \| Demi Vollering \| FDJ-Suez \| + 1' 00" \| \| \| 9è \| Katarzyna Niewiadoma \| Canyon//SRAM zondacrypto \| + 1' 00" \| \| \| 10è \| Niamh Fisher-Black \| Lidl-Trek \| + 1' 00" \| \| |                      |                          |            |
| |                      |                          |            |
| Font: ProCyclingStats |                      |                          |            |
| Classificació de l'etapa |                      |                          |            |
| Corredor | Corredor             | Equip                    | Temps      |
| 1r | Maëva Squiban        | UAE Team ADQ             | 3h 58' 26" |
| 2n | Cédrine Kerbaol      | EF Education-Oatly       | + 51"      |
| 3r | Ruth Edwards         | Human Powered Health     | + 51"      |
| 4t | Shirin van Anrooij   | Lidl-Trek                | + 53"      |
| 5è | Dominika Włodarczyk  | UAE Team ADQ             | + 1' 00"   |
| 6è | Kimberley Le Court   | AG Insurance-Soudal Team | + 1' 00"   |
| 7è | Anna van der Breggen | SD Worx-Protime          | + 1' 00"   |
| 8è | Demi Vollering       | FDJ-Suez                 | + 1' 00"   |
| 9è | Katarzyna Niewiadoma | Canyon//SRAM zondacrypto | + 1' 00"   |
| 10è | Niamh Fisher-Black   | Lidl-Trek                | + 1' 00"   |

| \| Classificació general \| Classificació general \| Classificació general \| Classificació general \| Classificació general \| \| Corredor \| Corredor \| Equip \| Temps \| \| \| --------------------- \| ---------------------- \| -------------------------- \| --------------------- \| --------------------- \| \| 1r \| Kimberley Le Court \| AG Insurance-Soudal Team \| 22h 28' 31" \| \| \| 2n \| Pauline Ferrand-Prévot \| Team Visma \\| Lease a Bike \| + 26" \| \| \| 3r \| Katarzyna Niewiadoma \| Canyon//SRAM zondacrypto \| + 30" \| \| \| 4t \| Demi Vollering \| FDJ-Suez \| + 31" \| \| \| 5è \| Anna van der Breggen \| SD Worx-Protime \| + 35" \| \| \| 6è \| Pauliena Rooijakkers \| Fenix-Deceuninck \| + 1' 04" \| \| \| 7è \| Cédrine Kerbaol \| EF Education-Oatly \| + 1' 09" \| \| \| 8è \| Sarah Gigante \| AG Insurance-Soudal Team \| + 1' 14" \| \| \| 9è \| Évita Muzic \| FDJ-Suez \| + 1' 35" \| \| \| 10è \| Juliette Labous \| FDJ-Suez \| + 1' 35" \| \| |                        |                            |             |
| |                        |                            |             |
| Font: ProCyclingStats |                        |                            |             |
| Classificació general |                        |                            |             |
| Corredor | Corredor               | Equip                      | Temps       |
| 1r | Kimberley Le Court     | AG Insurance-Soudal Team   | 22h 28' 31" |
| 2n | Pauline Ferrand-Prévot | Team Visma \| Lease a Bike | + 26"       |
| 3r | Katarzyna Niewiadoma   | Canyon//SRAM zondacrypto   | + 30"       |
| 4t | Demi Vollering         | FDJ-Suez                   | + 31"       |
| 5è | Anna van der Breggen   | SD Worx-Protime            | + 35"       |
| 6è | Pauliena Rooijakkers   | Fenix-Deceuninck           | + 1' 04"    |
| 7è | Cédrine Kerbaol        | EF Education-Oatly         | + 1' 09"    |
| 8è | Sarah Gigante          | AG Insurance-Soudal Team   | + 1' 14"    |
| 9è | Évita Muzic            | FDJ-Suez                   | + 1' 35"    |
| 10è | Juliette Labous        | FDJ-Suez                   | + 1' 35"    |

### Etapa 8
| Chambèri - coll de la Madeleine | etapa de muntanya | (111,9 km) |

| \| Classificació de l'etapa \| Classificació de l'etapa \| Classificació de l'etapa \| Classificació de l'etapa \| Classificació de l'etapa \| \| Corredor \| Corredor \| Equip \| Temps \| \| \| ------------------------ \| ------------------------ \| -------------------------- \| ------------------------ \| ------------------------ \| \| 1r \| Pauline Ferrand-Prévot \| Team Visma \\| Lease a Bike \| 3h 47' 24" \| \| \| 2n \| Sarah Gigante \| AG Insurance-Soudal Team \| + 1' 45" \| \| \| 3r \| Niamh Fisher-Black \| Lidl-Trek \| + 2' 15" \| \| \| 4t \| Demi Vollering \| FDJ-Suez \| + 3' 03" \| \| \| 5è \| Yara Kastelijn \| Fenix-Deceuninck \| + 3' 03" \| \| \| 6è \| Cédrine Kerbaol \| EF Education-Oatly \| + 3' 18" \| \| \| 7è \| Dominika Włodarczyk \| UAE Team ADQ \| + 3' 22" \| \| \| 8è \| Katarzyna Niewiadoma \| Canyon//SRAM zondacrypto \| + 3' 26" \| \| \| 9è \| Pauliena Rooijakkers \| Fenix-Deceuninck \| + 3' 38" \| \| \| 10è \| Marion Bunel \| Team Visma \\| Lease a Bike \| + 4' 31" \| \| |                        |                            |            |
| |                        |                            |            |
| Font: ProCyclingStats |                        |                            |            |
| Classificació de l'etapa |                        |                            |            |
| Corredor | Corredor               | Equip                      | Temps      |
| 1r | Pauline Ferrand-Prévot | Team Visma \| Lease a Bike | 3h 47' 24" |
| 2n | Sarah Gigante          | AG Insurance-Soudal Team   | + 1' 45"   |
| 3r | Niamh Fisher-Black     | Lidl-Trek                  | + 2' 15"   |
| 4t | Demi Vollering         | FDJ-Suez                   | + 3' 03"   |
| 5è | Yara Kastelijn         | Fenix-Deceuninck           | + 3' 03"   |
| 6è | Cédrine Kerbaol        | EF Education-Oatly         | + 3' 18"   |
| 7è | Dominika Włodarczyk    | UAE Team ADQ               | + 3' 22"   |
| 8è | Katarzyna Niewiadoma   | Canyon//SRAM zondacrypto   | + 3' 26"   |
| 9è | Pauliena Rooijakkers   | Fenix-Deceuninck           | + 3' 38"   |
| 10è | Marion Bunel           | Team Visma \| Lease a Bike | + 4' 31"   |

| \| Classificació general \| Classificació general \| Classificació general \| Classificació general \| Classificació general \| \| Corredor \| Corredor \| Equip \| Temps \| \| \| --------------------- \| ---------------------- \| -------------------------- \| --------------------- \| --------------------- \| \| 1r \| Pauline Ferrand-Prévot \| Team Visma \\| Lease a Bike \| 26h 16' 11" \| \| \| 2n \| Sarah Gigante \| AG Insurance-Soudal Team \| + 2' 37" \| \| \| 3r \| Demi Vollering \| FDJ-Suez \| + 3' 18" \| \| \| 4t \| Katarzyna Niewiadoma \| Canyon//SRAM zondacrypto \| + 3' 40" \| \| \| 5è \| Cédrine Kerbaol \| EF Education-Oatly \| + 4' 11" \| \| \| 6è \| Pauliena Rooijakkers \| Fenix-Deceuninck \| + 4' 26" \| \| \| 7è \| Dominika Włodarczyk \| UAE Team ADQ \| + 5' 02" \| \| \| 8è \| Niamh Fisher-Black \| Lidl-Trek \| + 5' 52" \| \| \| 9è \| Évita Muzic \| FDJ-Suez \| + 5' 58" \| \| \| 10è \| Juliette Labous \| FDJ-Suez \| + 7' 14" \| \| |                        |                            |             |
| |                        |                            |             |
| Font: ProCyclingStats |                        |                            |             |
| Classificació general |                        |                            |             |
| Corredor | Corredor               | Equip                      | Temps       |
| 1r | Pauline Ferrand-Prévot | Team Visma \| Lease a Bike | 26h 16' 11" |
| 2n | Sarah Gigante          | AG Insurance-Soudal Team   | + 2' 37"    |
| 3r | Demi Vollering         | FDJ-Suez                   | + 3' 18"    |
| 4t | Katarzyna Niewiadoma   | Canyon//SRAM zondacrypto   | + 3' 40"    |
| 5è | Cédrine Kerbaol        | EF Education-Oatly         | + 4' 11"    |
| 6è | Pauliena Rooijakkers   | Fenix-Deceuninck           | + 4' 26"    |
| 7è | Dominika Włodarczyk    | UAE Team ADQ               | + 5' 02"    |
| 8è | Niamh Fisher-Black     | Lidl-Trek                  | + 5' 52"    |
| 9è | Évita Muzic            | FDJ-Suez                   | + 5' 58"    |
| 10è | Juliette Labous        | FDJ-Suez                   | + 7' 14"    |

### Etapa 9
| Praz-sur-Arly - Châtel | etapa de muntanya | (124,1 km) |

| \| Classificació de l'etapa \| Classificació de l'etapa \| Classificació de l'etapa \| Classificació de l'etapa \| Classificació de l'etapa \| \| Corredor \| Corredor \| Equip \| Temps \| \| \| ------------------------ \| ------------------------ \| -------------------------- \| ------------------------ \| ------------------------ \| \| 1r \| Pauline Ferrand-Prévot \| Team Visma \\| Lease a Bike \| 3h 38' 23" \| \| \| 2n \| Demi Vollering \| FDJ-Suez \| + 20" \| \| \| 3r \| Katarzyna Niewiadoma \| Canyon//SRAM zondacrypto \| + 23" \| \| \| 4t \| Niamh Fisher-Black \| Lidl-Trek \| + 23" \| \| \| 5è \| Dominika Włodarczyk \| UAE Team ADQ \| + 33" \| \| \| 6è \| Juliette Labous \| FDJ-Suez \| + 1' 49" \| \| \| 7è \| Sarah Gigante \| AG Insurance-Soudal Team \| + 3' 53" \| \| \| 8è \| Cédrine Kerbaol \| EF Education-Oatly \| + 9' 22" \| \| \| 9è \| Pauliena Rooijakkers \| Fenix-Deceuninck \| + 9' 23" \| \| \| 10è \| Nadia Gontova \| Winspace Orange Seal \| + 9' 26" \| \| |                        |                            |            |
| |                        |                            |            |
| Font: ProCyclingStats |                        |                            |            |
| Classificació de l'etapa |                        |                            |            |
| Corredor | Corredor               | Equip                      | Temps      |
| 1r | Pauline Ferrand-Prévot | Team Visma \| Lease a Bike | 3h 38' 23" |
| 2n | Demi Vollering         | FDJ-Suez                   | + 20"      |
| 3r | Katarzyna Niewiadoma   | Canyon//SRAM zondacrypto   | + 23"      |
| 4t | Niamh Fisher-Black     | Lidl-Trek                  | + 23"      |
| 5è | Dominika Włodarczyk    | UAE Team ADQ               | + 33"      |
| 6è | Juliette Labous        | FDJ-Suez                   | + 1' 49"   |
| 7è | Sarah Gigante          | AG Insurance-Soudal Team   | + 3' 53"   |
| 8è | Cédrine Kerbaol        | EF Education-Oatly         | + 9' 22"   |
| 9è | Pauliena Rooijakkers   | Fenix-Deceuninck           | + 9' 23"   |
| 10è | Nadia Gontova          | Winspace Orange Seal       | + 9' 26"   |

## Evolució de les classificacions
| Etapa    |                         | Vencedora _                        | Classificació general  | Punts         | Muntanya      | Joves        | Combativitat         | Equip    |
| -------- | ----------------------- | ---------------------------------- | ---------------------- | ------------- | ------------- | ------------ | -------------------- | -------- |
| 1a etapa | etapa accidentada       | Marianne Vos                       | Marianne Vos           | Marianne Vos  | Elise Chabbey | Julie Bego   | Franziska Koch       | FDJ-Suez |
| 2a etapa | etapa plana             | Margarita Victoria García Cañellas | Kimberley Le Court     | Marianne Vos  | Elise Chabbey | Julie Bego   | Maëva Squiban        | FDJ-Suez |
| 3a etapa | etapa plana             | Lorena Wiebes                      | Marianne Vos           | Lorena Wiebes | Elise Chabbey | no atribuïda | Clémence Latimier    | FDJ-Suez |
| 4a etapa | etapa plana             | Lorena Wiebes                      | Marianne Vos           | Lorena Wiebes | Elise Chabbey | Julie Bego   | Franziska Koch       | FDJ-Suez |
| 5a etapa | etapa de mitja muntanya | Kimberley Le Court                 | Kimberley Le Court     | Lorena Wiebes | Elise Chabbey | Julie Bego   | Brodie Chapman       | FDJ-Suez |
| 6a etapa | etapa de muntanya       | Maëva Squiban                      | Kimberley Le Court     | Lorena Wiebes | Elise Chabbey | Julie Bego   | Maëva Squiban        | FDJ-Suez |
| 7a etapa | etapa accidentada       | Maëva Squiban                      | Kimberley Le Court     | Lorena Wiebes | Elise Chabbey | Nienke Vinke | Maëva Squiban        | FDJ-Suez |
| 8a etapa | etapa de muntanya       | Pauline Ferrand-Prévot             | Pauline Ferrand-Prévot | Lorena Wiebes | Elise Chabbey | Nienke Vinke | Niamh Fisher-Black   | FDJ-Suez |
| 9a etapa | etapa de muntanya       | Pauline Ferrand-Prévot             | Pauline Ferrand-Prévot | Lorena Wiebes | Elise Chabbey | Nienke Vinke | Anna van der Breggen | FDJ-Suez |
| Final    | Final                   |                                    | Pauline Ferrand-Prévot | Lorena Wiebes | Elise Chabbey | Nienke Vinke | Maëva Squiban        | FDJ-Suez |